# 폴란드 재건국 훈장

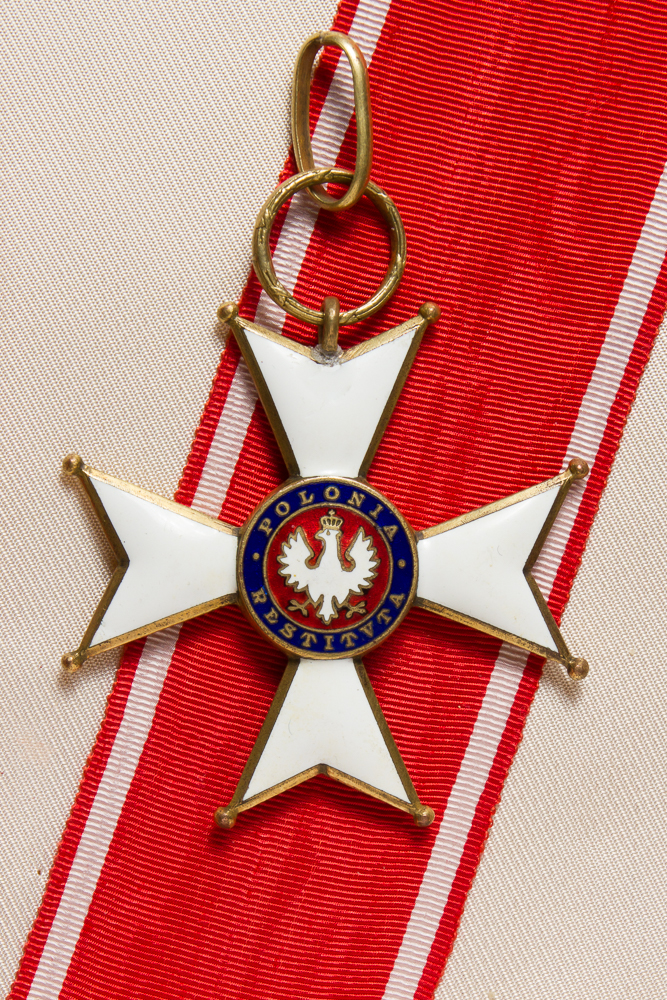
3급 훈장인 사령관십자 폴란드 재건국 훈장

폴란드 재건국 훈장(폴란드어: Order Odrodzenia Polski)은 1921년 2월 4일에 제정된 폴란드의 훈장이다. 경제, 교육, 과학, 국방, 문화, 스포츠, 예술 등 여러 사회 활동 분야에서 뛰어난 업적을 이룬 폴란드 국적 민간인과 군인에게 수여되며 국가 간의 우호 관계 증진을 위한 업적을 쌓은 외국인도 수여의 대상이다. 이 훈장은 백수리 훈장 다음으로 폴란드에서 두 번째로 높은 등급의 민사 국가 훈장이다.

## 등급
- 1등급:  대십자(Krzyż Wielki)
- 2등급:  사령관십자성장(Krzyż Komandorski z Gwiazdą)
- 3등급:  사령관십자(Krzyż Komandorski)
- 4등급:  장교십자(Krzyż Oficerski)
- 5등급:  기사십자(Krzyż Kawalerski)